# ورزش تیراندازی

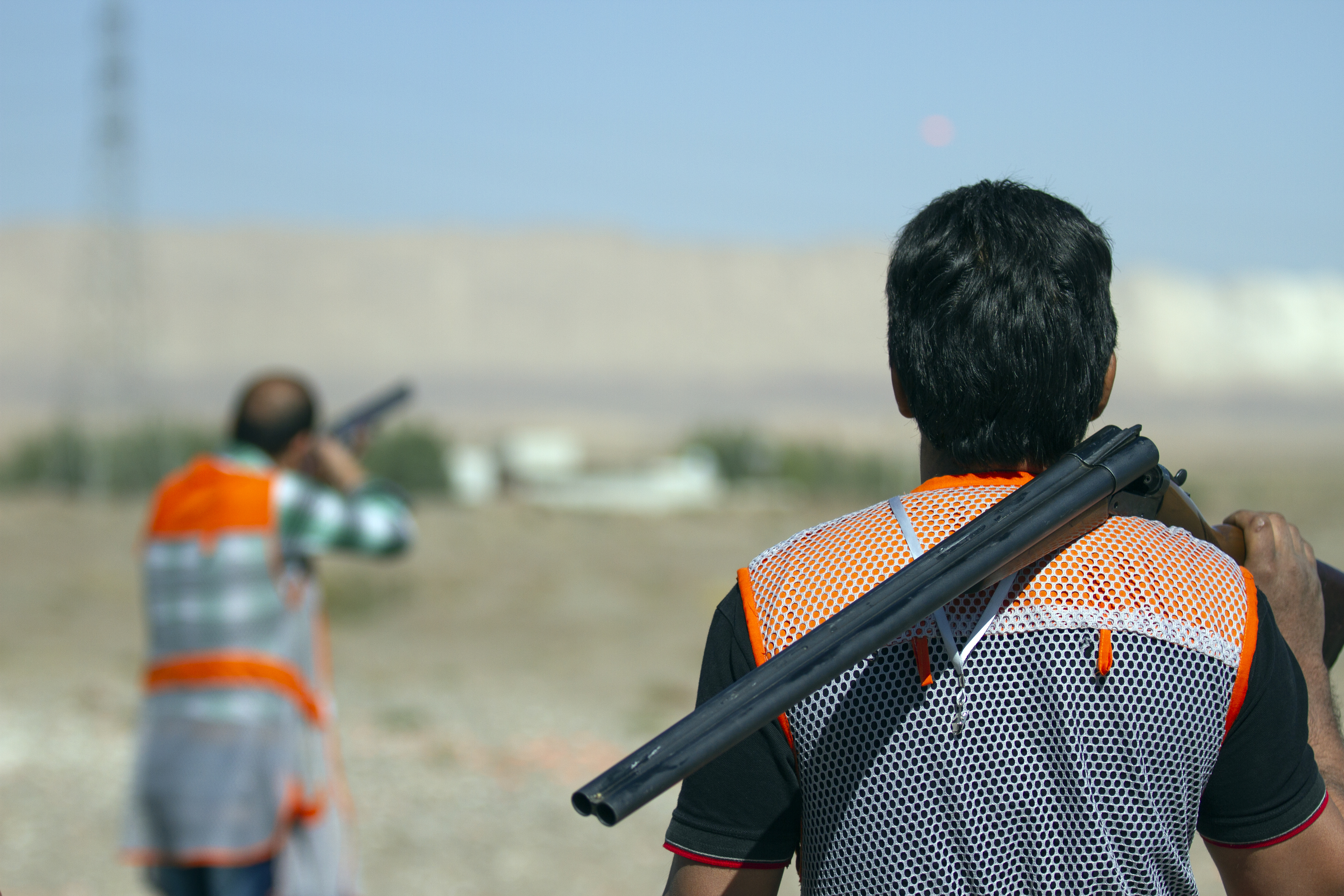
مسابقات تیراندازی به اهداف پروازی

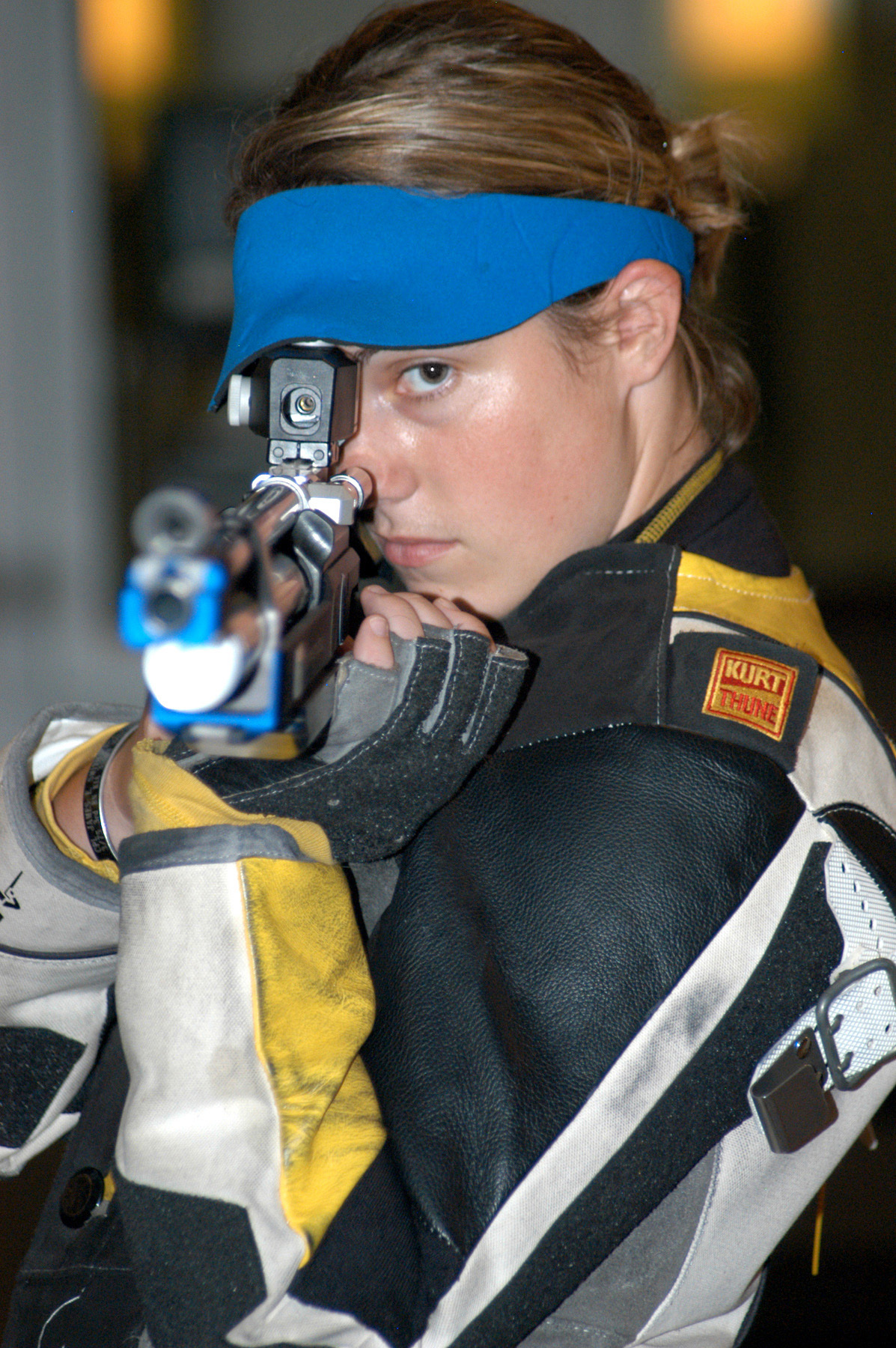
تیراندازی ۱۰ متر ایستاده

ورزش تیراندازی (به انگلیسی: Shooting sport) یک ورزش رقابتی بر اساس دقت و سرعت است که به وسیله سلاح (تفنگ، تپانچه و اهداف پروازی) انجام می‌شود.
این ورزش در رده‌ها و رشته‌های مختلف و در سه وضعیت درازکش، به زانو و ایستاده برگزار می‌شود.
تیراندازی از ورزش‌های اصلی بازی‌های المپیک است و از اولین دوره آن یعنی ۱۸۹۶ میلادی برگزار شده است.

## مسابقات
مسابقات سلاح‌های تفنگ و تپانچه در مسافت‌های ۱۰، ۲۵، ۵۰ و ۳۰۰ متر برگزار می‌شود. برای مسافت ۱۰ متر، از سلاح بادی استفاده می‌شود و در مسافت‌های بیشتر سلاح خفیف مورد استفاده قرار می‌گیرد.

### تفنگ
مسابقات تیراندازی با تفنگ با دو سلاح تفنگ بادی و تفنگ خفیف انجام می‌شود.
- مسابقات رسمی اهداف ثابت فدراسیون جهانی تیراندازی شامل شش ماده:

1. تفنگ بادی ۱۰ متر
2. تفنگ درازکش ۵۰ متر
3. تفنگ سه وضعیت ۵۰ متر
4. تفنگ استاندارد ۳۰۰ متر
5. تفنگ درازکش ۳۰۰ متر
6. تفنگ سه وضعیت ۳۰۰ متر

- مسابقات اهداف متحرک در دو مسافت ۱۰ و ۵۰ متر
- ورزش دوگانه (بیاتلون) که یکی از رشته‌های المپیک زمستانی است.

### تپانچه
مسابقات تپانچه نیز با دو سلاح تپانچه بادی و تپانچه خفیف برگزار می‌شود. متداول‌ترین رشته‌های سلاح تپانچه:
- مسابقات رسمی اهداف ثابت فدراسیون جهانی شامل شش ماده:

1. تپانچه بادی ۱۰ متر
2. تپانچه آتش سریع ۲۵ متر (مردان)
3. تپانچه آتش مرکزی ۲۵ متر (مردان)
4. تپانچه استاندارد ۲۵ متر (مردان)
5. تپانچه ۲۵ متر (زنان)
6. تپانچه ۵۰ متر (مردان)

- پنج‌گانه مدرن که از رشته‌های المپیک تابستانی است.

### اهداف پروازی
مسابقات اهداف پروازی با تراپ انجام می‌شود. متداول‌ترین رشته‌های این سلاح شامل سه رشته زیر است:
1. تراپ
2. تراپ دوتایی
3. اسکیت

## نگارخانه

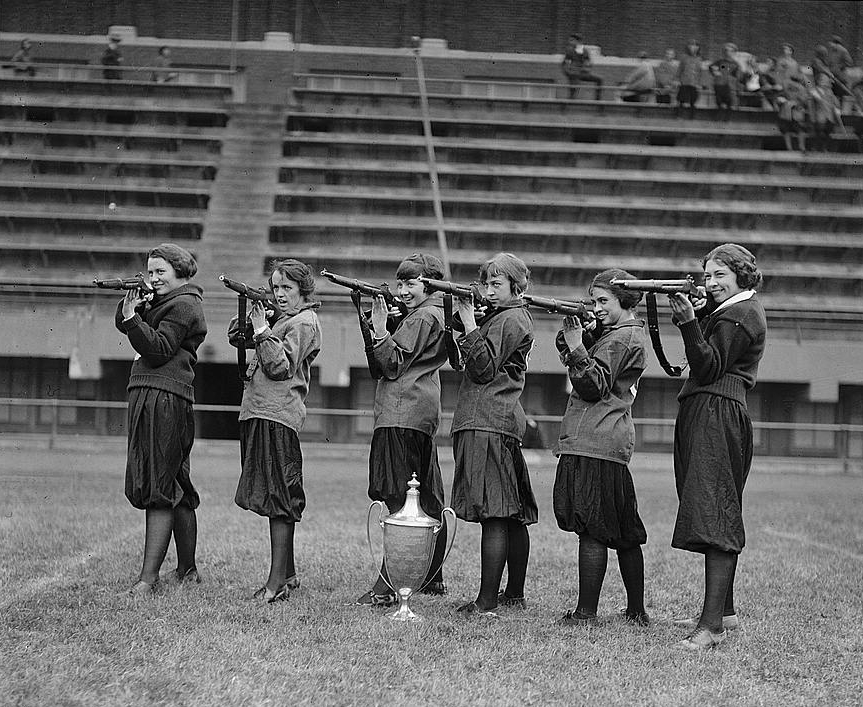
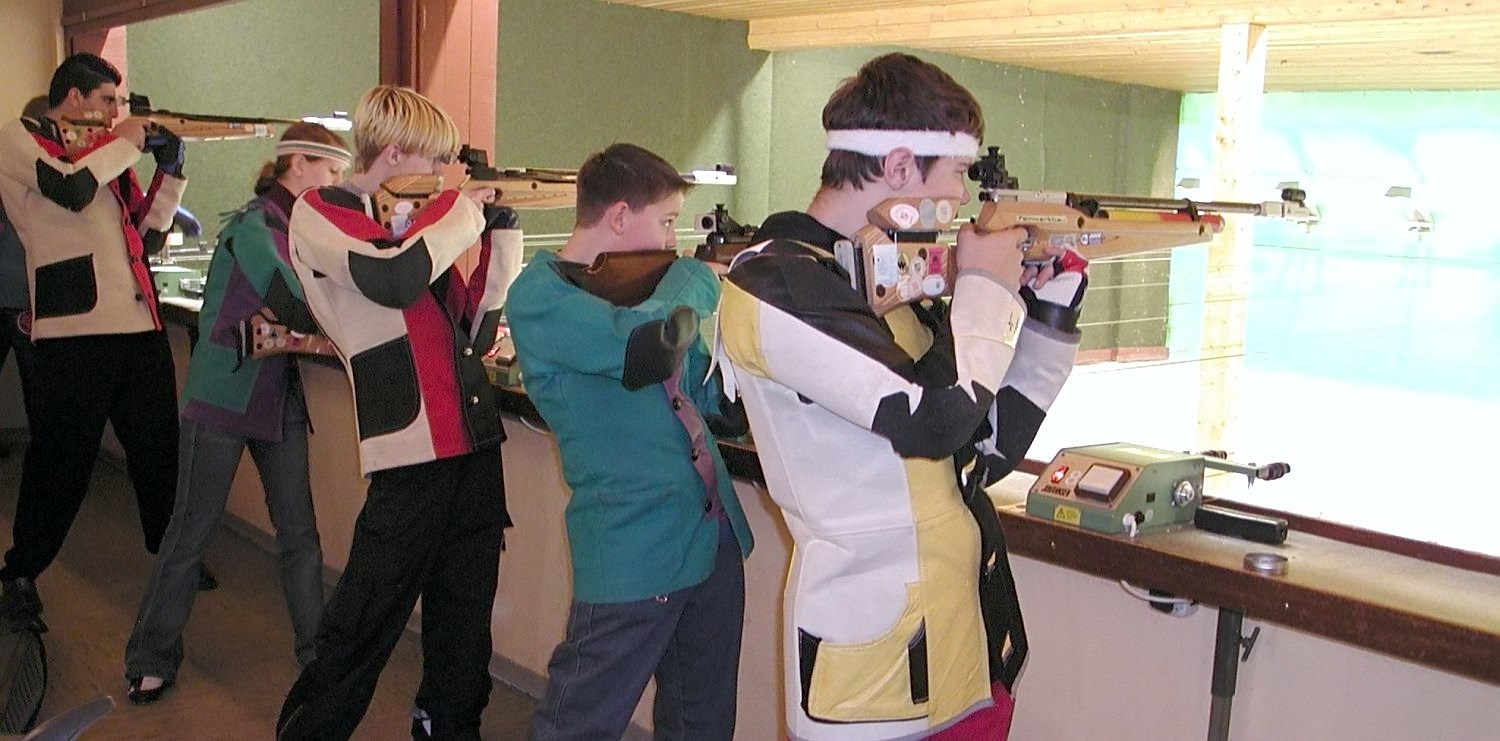
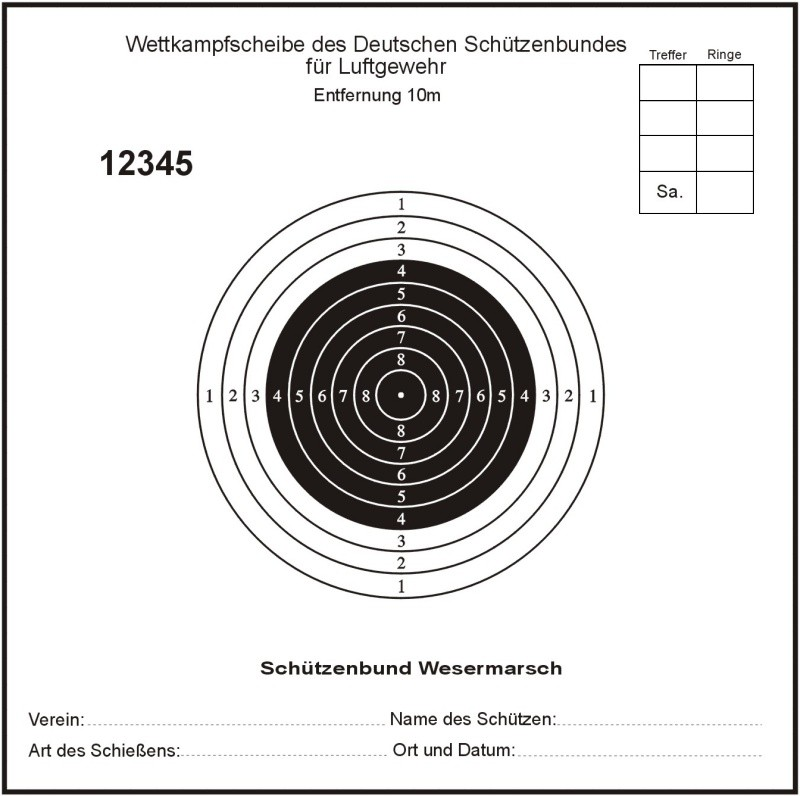
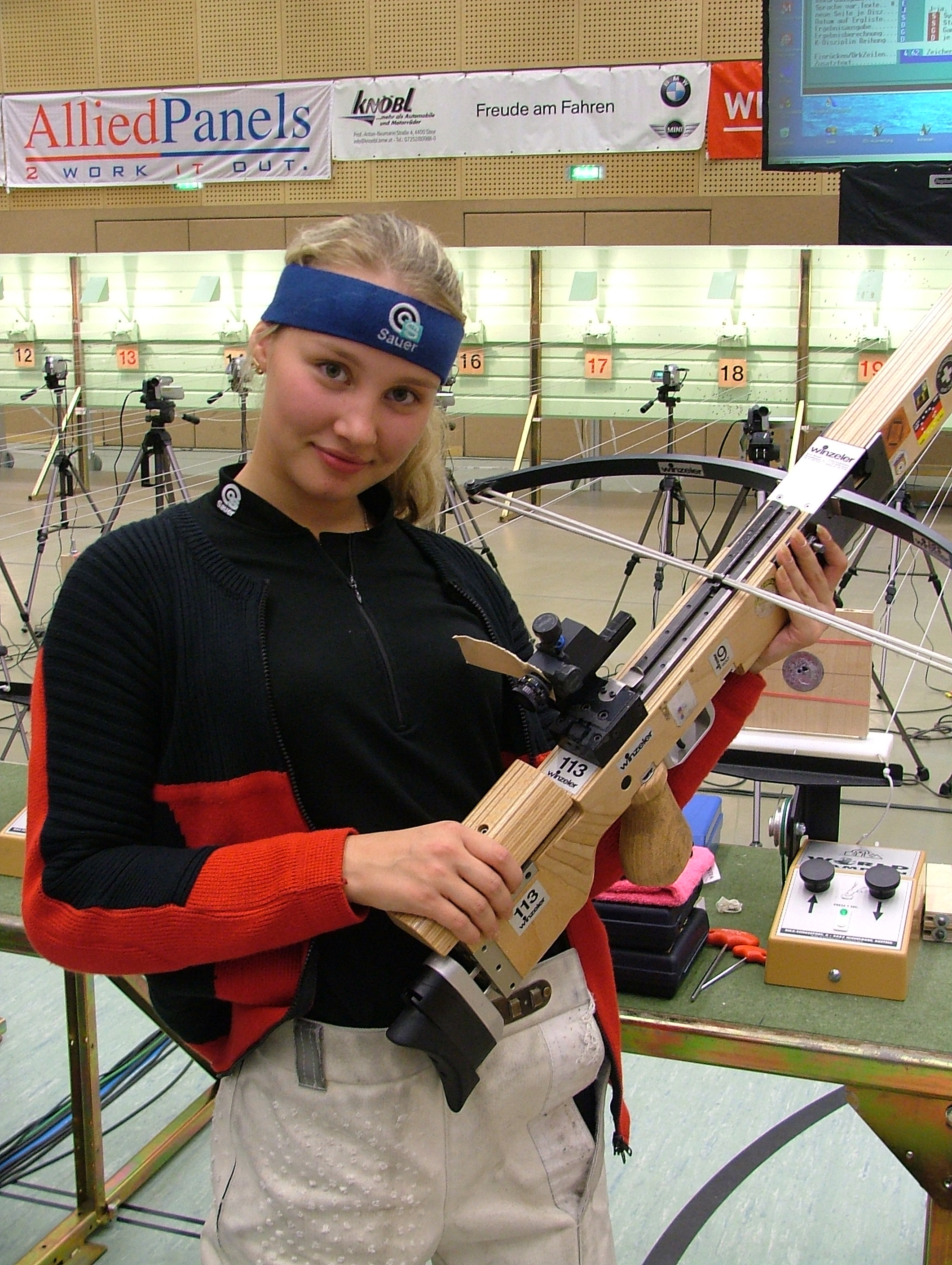